# Omari Hutchinson
Omari Elijah Giraud-Hutchinson (Redhill, 30 oktober 2003) is een Jamaicaans-Engels voetballer die doorgaans speelt als vleugelspeler. In juli 2024 verruilde hij Chelsea voor Ipswich Town. Hutchinson maakte in 2023 zijn debuut in het Jamaicaans voetbalelftal.

## Clubcarrière
Hutchinson speelde in de jeugdopleiding van Chelsea, waar hij later moest vertrekken en hij ging voor Charlton Athletic spelen. In 2014 besloot hij na diverse stages te stoppen en zich te richten op zaalvoetbal. Een jaar later ging hij weer op het veld voetballen en werd hij opgenomen in de academie van Arsenal. Bij die club tekende hij in november 2020 zijn eerste professionele contract. Hutchinson zat tien keer op de bank bij het eerste elftal van Arsenal, maar tot een debuut kwam het niet.
In de zomer van 2022 keerde hij terug naar Chelsea. Zijn professionele debuut maakte de vleugelaanvaller op 5 januari 2023, toen in de Premier League met 0–1 verloren werd van Manchester City door een doelpunt van Riyad Mahrez. Hutchinson moest van coach Graham Potter op de reservebank beginnen en hij mocht in de achtenzestigste minuut invallen voor de in de eerste helft ingevallen Pierre-Emerick Aubameyang. Drie dagen later speelde hij nog een keer in het eerste elftal mee, opnieuw tegen Manchester City, maar nu in het kader van de FA Cup. Er werd met 4–0 verloren.
Hutchinson verkaste in juli 2023 op huurbasis naar Ipswich Town, dat net gepromoveerd was naar het Championship. Zijn eerste doelpunt als profvoetballer maakte de Jamaicaan hier op 19 september 2023, toen hij goed was voor het enige doelpunt op bezoek bij Southampton: 0–1. In maart 2024 werd hij gekozen tot Speler van de Maand voor het Championship voor de maand februari. Aan het einde van het seizoen promoveerde Ipswich voor de tweede maal op rij. Hutchinson sloot het seizoen af met tien competitiedoelpunten. Na afloop van de jaargang 2023/24 nam Ipswich de vleugelspeler voor een bedrag van circa drieëntwintigenhalf miljoen euro definitief over. Hij tekende een contract voor vijf seizoenen.

## Clubstatistieken
| Seizoen | Club           | Competitie     | Competitie | Competitie | Beker | Beker | Internationaal | Internationaal | Totaal | Totaal |
| Seizoen | Club           | Competitie     | Wed.       | Dlp.       | Wed.  | Dlp.  | Wed.           | Dlp.           | Wed.   | Dlp.   |
| ------- | -------------- | -------------- | ---------- | ---------- | ----- | ----- | -------------- | -------------- | ------ | ------ |
| 2022/23 | Chelsea        | Premier League | 1          | 0          | 1     | 0     | 0              | 0              | 2      | 0      |
| 2023/24 | → Ipswich Town | Championship   | 44         | 10         | 6     | 1     | —              | —              | 50     | 11     |
| 2024/25 | Ipswich Town   | Premier League | 0          | 0          | 0     | 0     | —              | —              | 0      | 0      |
| Totaal  | Totaal         | Totaal         | 45         | 10         | 7     | 1     | 0              | 0              | 52     | 11     |

Bijgewerkt op 18 juli 2024.

## Interlandcarrière
Hutchinson maakte zijn debuut in het Jamaicaans voetbalelftal op 11 maart 2023, toen een vriendschappelijke wedstrijd tegen Trinidad en Tobago met 0–1 verloren werd door een doelpunt van Reon Moore. Hutchinson mocht van bondscoach Heimir Hallgrímsson in de basis beginnen en hij speelde het gehele duel mee. De andere Jamaicaanse debutanten dit duel waren Dexter Lembikisa (Wolverhampton Wanderers), Sue-Lae McCalla (Mount Pleasant), Oshane Staple (Harbour View), Delano McCoy-Splatt (Fulham), Dujuan Richards (Phoenix Academy), Fitzroy Cummings (Vere United) en Collin Anderson (Cavalier Kingston).
| Interlands van Omari Hutchinson voor Jamaica | Interlands van Omari Hutchinson voor Jamaica | Interlands van Omari Hutchinson voor Jamaica | Interlands van Omari Hutchinson voor Jamaica | Interlands van Omari Hutchinson voor Jamaica | Interlands van Omari Hutchinson voor Jamaica | Interlands van Omari Hutchinson voor Jamaica |
| №                                            | Datum                                        | Wedstrijd                                    | Uitslag                                      | Competitie                                   | Goals                                        |                                              |
| Als speler bij Chelsea                       | Als speler bij Chelsea                       | Als speler bij Chelsea                       | Als speler bij Chelsea                       | Als speler bij Chelsea                       | Als speler bij Chelsea                       | Als speler bij Chelsea                       |
| -------------------------------------------- | -------------------------------------------- | -------------------------------------------- | -------------------------------------------- | -------------------------------------------- | -------------------------------------------- | -------------------------------------------- |
| 1                                            | 11 maart 2023                                | Jamaica – Trinidad en Tobago                 | 0 – 1                                        | Vriendschappelijk                            |                                              |                                              |
| 2                                            | 14 maart 2023                                | Jamaica – Trinidad en Tobago                 | 0 – 0                                        | Vriendschappelijk                            |                                              |                                              |

Bijgewerkt op 18 juli 2024.

## Erelijst
| Speler van de Maand Championship | 1 | Februari 2024 |